# ويهاي
ويهاي (بالصينية: 威海市) هي مدينة من مدن الصين. يبلغ عدد سكانها 2804800 نسمة حسب إحصائيات سنة 2010. تبلغ مساحتها 5436 كم².

## المناخ
يظهر الجدول التالي التغييرات المناخية على مدار السنة لويهاي:
| البيانات المناخية لـويهاي          | البيانات المناخية لـويهاي | البيانات المناخية لـويهاي | البيانات المناخية لـويهاي | البيانات المناخية لـويهاي | البيانات المناخية لـويهاي | البيانات المناخية لـويهاي | البيانات المناخية لـويهاي | البيانات المناخية لـويهاي | البيانات المناخية لـويهاي | البيانات المناخية لـويهاي | البيانات المناخية لـويهاي | البيانات المناخية لـويهاي | البيانات المناخية لـويهاي |
| الشهر                              | يناير                     | فبراير                    | مارس                      | أبريل                     | مايو                      | يونيو                     | يوليو                     | أغسطس                     | سبتمبر                    | أكتوبر                    | نوفمبر                    | ديسمبر                    | المعدل السنوي             |
| ---------------------------------- | ------------------------- | ------------------------- | ------------------------- | ------------------------- | ------------------------- | ------------------------- | ------------------------- | ------------------------- | ------------------------- | ------------------------- | ------------------------- | ------------------------- | ------------------------- |
| الدرجة القصوى °م (°ف)              | 13.6 (56.5)               | 19.8 (67.6)               | 23.4 (74.1)               | 29.6 (85.3)               | 34.2 (93.6)               | 38.4 (101.1)              | 37.4 (99.3)               | 35.4 (95.7)               | 33.7 (92.7)               | 30.4 (86.7)               | 24.0 (75.2)               | 18.0 (64.4)               | 38.4 (101.1)              |
| متوسط درجة الحرارة الكبرى °م (°ف)  | 2.0 (35.6)                | 3.4 (38.1)                | 8.5 (47.3)                | 16.0 (60.8)               | 21.6 (70.9)               | 25.5 (77.9)               | 27.8 (82.0)               | 27.8 (82.0)               | 24.4 (75.9)               | 19.1 (66.4)               | 11.8 (53.2)               | 5.2 (41.4)                | 16.1 (61.0)               |
| المتوسط اليومي °م (°ف)             | −0.9 (30.4)               | 0.1 (32.2)                | 4.6 (40.3)                | 11.4 (52.5)               | 16.9 (62.4)               | 21.2 (70.2)               | 24.3 (75.7)               | 24.7 (76.5)               | 21.2 (70.2)               | 15.6 (60.1)               | 8.5 (47.3)                | 2.1 (35.8)                | 12.5 (54.5)               |
| متوسط درجة الحرارة الصغرى °م (°ف)  | −3.4 (25.9)               | −2.5 (27.5)               | 1.3 (34.3)                | 7.5 (45.5)                | 12.8 (55.0)               | 17.7 (63.9)               | 21.3 (70.3)               | 22.0 (71.6)               | 18.2 (64.8)               | 12.4 (54.3)               | 5.5 (41.9)                | −0.5 (31.1)               | 9.4 (48.8)                |
| أدنى درجة حرارة °م (°ف)            | −12.3 (9.9)               | −13.2 (8.2)               | −8.6 (16.5)               | −1.2 (29.8)               | 5.7 (42.3)                | 10.7 (51.3)               | 14.4 (57.9)               | 15.3 (59.5)               | 7.5 (45.5)                | 0.8 (33.4)                | −7.4 (18.7)               | −11.3 (11.7)              | −13.2 (8.2)               |
| الهطول مم (إنش)                    | 12.9 (0.51)               | 12.2 (0.48)               | 17.8 (0.70)               | 36.1 (1.42)               | 49.0 (1.93)               | 74.5 (2.93)               | 132.6 (5.22)              | 175.7 (6.92)              | 79.9 (3.15)               | 37.3 (1.47)               | 29.9 (1.18)               | 22.1 (0.87)               | 680.0 (26.77)             |
| متوسط أيام هطول الأمطار (≥ 0.1 mm) | 6.5                       | 5.1                       | 4.6                       | 5.8                       | 6.9                       | 7.9                       | 11.5                      | 10.2                      | 6.9                       | 6.4                       | 7.8                       | 8.2                       | 87.8                      |
| المصدر: Weather China              |                           |                           |                           |                           |                           |                           |                           |                           |                           |                           |                           |                           |                           |

## توأمة
لويهاي اتفاقيات توأمة مع كل من:
- سوتشي
- سانتا باربارا
- بييلا [4]
- شلتنهام
- يوبي
- يوسو
- تيمارو [الإنجليزية]‏
- برازافيل
- نوفوبولوتسك
- منطقة يونجسان [الإنجليزية]‏